# Las Anod
Las Anod è il capoluogo della regione del Sool nel sud-est del Khatumo.
C'è una disputa tra gli Stati del Somaliland e del Puntland.
La città fu parte del precedente Protettorato Britannico del Somaliland, che guadagnò l'indipendenza dal Regno Unito il 26 giugno 1960.
Las Anod era una delle 5 più grandi città del Somaliland ed ha una popolazione attorno alle 60 000 persone.
Dal 2003, Las Anod è stata sotto controllo del Puntland.
Il 15 ottobre 2007 le forze armate del Somaliland hanno preso il controllo della città in una battaglia contro l'esercito del Puntland.
Il 23 agosto 2023 le forze locali dello stato di Khatumo, che si riconoscono nel governo federale somalo, hanno preso il controllo della città in una battaglia contro l'esercito del Somaliland.